# 大菱形骨
大菱形骨（だいりょうけいこつ）（羅名trapezium Os,trapezium）とは、四肢動物の前肢を構成する短骨の一つである。
ヒトの大菱形骨は、左右の手に1本ずつ存在し小菱形骨、有頭骨、有鈎骨とともに遠位手根骨を構成している。

## 大菱形骨と関節する骨
- 第1中手骨、第2中手骨、小菱形骨、舟状骨

## 大菱形骨から起始する筋肉
- 短母指外転筋
- 母指対立筋
- 短母指屈筋
- 母指内転筋

## 大菱形骨に停止する筋肉
なし